# Agentul Binky: Animăluțe în spațiul cosmic
Agentul Binky: Animăluțe în spațiul cosmic (în engleză Agent Binky: Pets of the Universe) este un serial de animație canadian, creat prin animație generată de computer. Se bazează pe o serie de romane grafice de către Ashley Spires și este produs de compania Nelvana din Canada.
Prima oară a fost anunțat în luna septembrie a lui 2018, iar inițial i s-a dat numele P.U.R.S.T. Agent Binky. Numele a fost ulterior schimbat cu un an mai târziu, dându-i se numele pe care îl poartă la momentul actual.
Serialul a avut premiera pe canalul Treehouse TV din Canada pe 7 septembrie 2019, urmând ca în 2020 să fie difuzat pe Boomerang în toată Europa. Se difuzează inclusiv în România din data de 18 mai 2020, pe canalul Boomerang.

## Despre serial
Serialul urmărește un grup de animale de companie care, fără știrea oamenilor, lucrează ca agenți secreți și luptă împotriva gândacilor și insectelor, pe care îi consideră extratereștrii. Aceștia au propria bază secretă în pivnița casei lor, de unde își procură tot felul de "arme" de luptă pe care și le creează. Ei sunt cunoscuți ca echipa P.U.R.S.T. (Patrupede-n Univers: Războinici în Spațiu-Timp), și sunt coordonați de Sergentul Fluffy, care a creat el însuși echipa.

## Personaje

### P.U.R.S.T.
- Binky - liderul echipei, el este o pisică de casă alb-cu-negru care nu ezită niciodată să participe la o nouă misiune. Activitatea sa preferată este să doarmă, și ține la el un șoricel de pluș (Ted) care îi ține de urât.
- Gordon - este un câine maro spre portocaliu, care creează gadgeturile și armele pe care echipa le folosește. El este cel care stă la conducerea bazei secrete ale animalelor. Este mereu foarte entuziasmat, jucăuș, și uneori optimismul său îi poate încurca pe ceilalți membrii ai echipei. Îi plac mult gustările, precum și compania oamenilor.
- Căpitan Gracie (en. Captain Gracie) - o pisică gri-maronie care locuiește în casă vecina cu cea în care stă Binky. Ea este șeful echipei P.U.R.S.T., și îi place mult să se antreneze. Are mereu grijă ca toți ceilalți agenți să fie în formă. Când ea vrea să facă o glumă, de obicei ceilalți nu se prind.
- Nola - este o țestoasă care stă într-un acvariu. Ea este inima echipei, și mereu face complimente celorlalți ca să îi încurajeze (mai ales lui Gracie).
- Loo - este un mic peștișor de aur care stă în același acvariu împreună cu Loo. Mereu stă alături de Loo în misiuni, și sunt văzuți mergând amâdnoi pe bicicleta lor. El este cel mai calm și adunat membru din echipă.
- Sergentul Fluffy (en. Sergeant Fluffy Vandermere) - este un pisoi alb și durduliu, cu multă blană. El este cel care a recrutat membrii echipei P.U.R.S.T., și îi susține mereu pe agenți de la îndepărtare. Nu participă la misiuni, dar când animalele încep o misiune, el le spune printr-un ecran "Agenți, adunarea!".

### Oameni
- Omul cel mic (en. Small Human) - un băiețel de 10 ani care este stăpânul lui Binky, Gordon, Nola și Loo. Îi plac jucăriile și fotbalul. Cum el nu poate înțelege ce spun animalele, așa nici animalele nu pot înțelege limba sa de om.
- Omul cel mare (en Big Human) - mama Omului cel mic, care are grijă de casă și le răsfață pe animale cu gustări

## Episoade
Episodul "Soup-a-Nova", deocamdată, este nedifuzat datorită pandemiei actuale de COVID-19.
| Premiera originală | Premiera în România | N/o | Titlu român                       | Titlu englez                    |
| ------------------ | ------------------- | --- | --------------------------------- | ------------------------------- |
|                    |                     |     |                                   |                                 |
| SEZONUL 1          |                     |     |                                   |                                 |
|                    |                     |     |                                   |                                 |
| 07.09.2019         | 18.05.2020          | 01  | Nici un șoricel nu rămâne în urmă | No Moussie Left Behind          |
|                    |                     |     |                                   |                                 |
| 07.09.2019         | 18.05.2020          | 02  | Zbor lin, libelulo!               | Dragonfly Away!                 |
|                    |                     |     |                                   |                                 |
| 08.09.2019         | 01.06.2020          | 03  | Musca din blăniță                 | A Fly in My Fluff               |
|                    |                     |     |                                   |                                 |
| 08.09.2019         | 22.05.2020          | 04  | Întâlnirea cu balonul             | Fly Me to Balloon               |
|                    |                     |     |                                   |                                 |
| 15.09.2019         | 26.05.2020          | 05  | Strălucire nepoftită              | Glow Away                       |
|                    |                     |     |                                   |                                 |
| 15.09.2019         | 26.05.2020          | 06  | Stația spațială moale             | Space Station Flappy            |
|                    |                     |     |                                   |                                 |
| 22.09.2019         | 27.05.2020          | 07  | Proba termitelor                  | Chew Chew Challenge             |
|                    |                     |     |                                   |                                 |
| 22.09.2019         | 27.05.2020          | 08  | Mașina de înghețată               | Ice Cream Shuttle               |
|                    |                     |     |                                   |                                 |
| 29.09.2019         | 03.11.2020          | 09  | Pierdut câine, găsit pisică       | Dog Gone Cat                    |
|                    |                     |     |                                   |                                 |
| 29.09.2019         | 03.11.2020          | 10  | Jocurile PURST                    | PURST Games                     |
|                    |                     |     |                                   |                                 |
| 06.10.2019         | 21.05.2020          | 11  | Drum bun, gândacule               | Hit the Road, Roach             |
|                    |                     |     |                                   |                                 |
| 06.10.2019         | 21.05.2020          | 12  | Aspiratorul buclucaș              | Vacuum Vamoose                  |
|                    |                     |     |                                   |                                 |
| 13.10.2019         | 07.11.2020          | 13  | Dovleacul                         | Pumpking                        |
|                    |                     |     |                                   |                                 |
| 13.10.2019         | 07.11.2020          | 14  | Ziua PURST-noștinței              | Happy PURSTgiving               |
|                    |                     |     |                                   |                                 |
| 20.10.2019         | *                   | 15  |                                   | Soup-A-Nova                     |
|                    |                     |     |                                   |                                 |
| 20.10.2019         | 22.05.2020          | 16  | Blănița buclucașă                 | Bad Fur Day                     |
|                    |                     |     |                                   |                                 |
| 27.10.2019         | 18.05.2020          | 17  | Adio, fluturaș                    | Bye Bye Butterfly               |
|                    |                     |     |                                   |                                 |
| 27.10.2019         | 18.05.2020          | 18  | Robotul trebuie să plece          | Robots Gotta Go                 |
|                    |                     |     |                                   |                                 |
| 03.11.2019         | 20.05.2020          | 19  | Pilot la ananghie                 | Roamer Rescue                   |
|                    |                     |     |                                   |                                 |
| 03.11.2019         | 20.05.2020          | 20  | Atacul gustărilor                 | Snack Attack                    |
|                    |                     |     |                                   |                                 |
| 10.11.2019         | 19.05.2020          | 21  | Catapultarea puricilor            | Flea Fling                      |
|                    |                     |     |                                   |                                 |
| 10.11.2019         | 19.05.2020          | 22  | Eliberați-l pe Pluși Pluși        | Free Fuzzy Wuzzy                |
|                    |                     |     |                                   |                                 |
| 17.11.2019         | 25.05.2020          | 23  | Panică la pachet                  | Parcel Panic                    |
|                    |                     |     |                                   |                                 |
| 17.11.2019         | 25.05.2020          | 24  | Cri cri                           | Chirp Chirp                     |
|                    |                     |     |                                   |                                 |
| 24.11.2019         | 28.05.2020          | 25  | Cărăbușii înfulecători            | Green Gobblers                  |
|                    |                     |     |                                   |                                 |
| 24.11.2019         | 28.05.2020          | 26  | Înfulecătorul trebuie să plece    | Gobble's Gotta Go               |
|                    |                     |     |                                   |                                 |
| 01.12.2019         | 29.05.2020          | 27  | Sub taina întunericului           | Undercover of the Night         |
|                    |                     |     |                                   |                                 |
| 01.12.2019         | 29.05.2020          | 28  | Obiect zurliu neidentificat       | Unidentified FUN Object         |
|                    |                     |     |                                   |                                 |
| 08.12.2019         | 02.11.2020          | 29  | Șoricei poznași                   | Moussie Mischief                |
|                    |                     |     |                                   |                                 |
| 08.12.2019         | 02.11.2020          | 30  | Aparențe înșelătoare              | Who's the WURST                 |
|                    |                     |     |                                   |                                 |
| 15.12.2019         | 04.11.2020          | 31  | Ajunul PURST-ciunului             | T'was the Night Before PURSTmas |
|                    |                     |     |                                   |                                 |
| 15.12.2019         | 04.11.2020          | 32  | PURST-ciun fericit tuturor        | We Wish You a Merry PURSTmas    |
|                    |                     |     |                                   |                                 |
| 22.12.2019         | 05.11.2020          | 33  | Cadoul perfect                    | Purrfect Present                |
|                    |                     |     |                                   |                                 |
| 22.12.2019         | 05.11.2020          | 34  | În căutarea unui prieten          | Stickin' Together               |
|                    |                     |     |                                   |                                 |
| 29.12.2019         | 06.11.2020          | 35  | Robo-amicul lui Gordon            | Gordon's Buddy-Bot              |
|                    |                     |     |                                   |                                 |
| 29.12.2019         | 06.11.2020          | 36  | Să ai un animăluț e o aventură    | Adventures in Pet Sitting       |
|                    |                     |     |                                   |                                 |
| 05.01.2020         | 08.11.2020          | 37  | Lumini, cameră, agenți            | Lights, Camera, Agents          |
|                    |                     |     |                                   |                                 |
| 05.01.2020         | 08.11.2020          | 38  | O plimbare prin parc              | A Walk in the Park              |
|                    |                     |     |                                   |                                 |
| 12.01.2020         | 09.11.2020          | 39  | PURST puzzle                      | PURST Puzzlers                  |
|                    |                     |     |                                   |                                 |
| 12.01.2020         | 09.11.2020          | 40  | Operațiunea mirosul               | Little Stinker                  |
|                    |                     |     |                                   |                                 |
| 19.01.2020         | 10.11.2020          | 41  | Ziua cățelului                    | Dog Day                         |
|                    |                     |     |                                   |                                 |
| 19.01.2020         | 10.11.2020          | 42  | Loo e de neînlocuit               | Loo Rocks                       |
|                    |                     |     |                                   |                                 |
| 26.01.2020         | 11.11.2020          | 43  | Sunete nemaiauzite                | Astounding Sounds               |
|                    |                     |     |                                   |                                 |
| 26.01.2020         | 11.11.2020          | 44  | Dădaca pentru o zi                | Dolly Folly                     |
|                    |                     |     |                                   |                                 |
| 02.02.2020         | 12.11.2020          | 45  | Iepurașul Binky                   | Binky Bunny                     |
|                    |                     |     |                                   |                                 |
| 02.02.2020         | 12.11.2020          | 46  | Cuțu sapă                         | Dig Dog                         |
|                    |                     |     |                                   |                                 |
| 09.02.2020         | 13.11.2020          | 47  | Frica de lumină                   | Light Fright                    |
|                    |                     |     |                                   |                                 |
| 09.02.2020         | 13.11.2020          | 48  | Plecarea lui Loo                  | Loo on the Loose                |
|                    |                     |     |                                   |                                 |
| 16.02.2020         | 14.11.2020          | 49  | Perla PURST                       | PURST Pearl                     |
|                    |                     |     |                                   |                                 |
| 16.02.2020         | 14.11.2020          | 50  | Unde mi-e păturica?               | Blanky Boo-Boo                  |
|                    |                     |     |                                   |                                 |
| 23.02.2020         | 15.11.2020          | 51  | Patrupede în univers              | Pets of the Universe            |
|                    |                     |     |                                   |                                 |
| 23.02.2020         | 15.11.2020          | 52  | Războinicii în spațiu timp        | Ready for Space Travel          |
|                    |                     |     |                                   |                                 |

## Legături externe
- Agentul Binky: Animăluțe în spațiul cosmic la Internet Movie Database